# Underwoodia
Underwoodia — рід грибів родини Helvellaceae. Назва вперше опублікована 1890 року.

## Класифікація
До роду Underwoodia відносять 6 видів:
- Underwoodia beatonii
- Underwoodia campbellii
- Underwoodia columnaris
- Underwoodia fuegiana
- Underwoodia singeri
- Underwoodia sparassoides